# Islote de Benidorm
Islote de Benidorm är en ö i Spanien. Den ligger i regionen Valencia, i den östra delen av landet, 400 km sydost om huvudstaden Madrid.
Terrängen på Islote de Benidorm är varierad. Öns högsta punkt är 25 meter över havet. 